# نوح بن اسد
نوح بن اسد (مرگ: ۸۴۱/۸۴۲ میلادی) از فرمانروایان سامانی سمرقند بود.
غسان بن عباد، فرماندار خراسان در زمان خلیفه مأمون در سال ۸۱۹ نوح بن اسد را به عنوان فرمانروای سمرقند گماشت.
این گمارش به پاداش پشتیبانی نوح بن اسد از فرماندار خراسان علیه شورش رفیع بن لیث صورت گرفت.
نوح بن اسد کناره‌های استپ‌های ترک‌نشین قزاقستان امروزی را نیز گشود و در سال ۲۲۵/۸۴۰ حصاری به دور شهر اَسپیجاب کشید تا از آن در برابر حملات ترکان حفاظت کند.
نوح بن اسد یکی از مملوک‌های خود به نام طولون را به خلیفه مأمون بخشید و پسر طولون به نام احمد بن طولون بعدها سردودمان پادشاهی طولونیان در مصر شد.